# Paralycus pyrigerus
Paralycus pyrigerus är en kvalsterart som först beskrevs av Berlese 1905.  Paralycus pyrigerus ingår i släktet Paralycus och familjen Pediculochelidae. Inga underarter finns listade i Catalogue of Life.